# Weißes Gold
Weißes Gold ist ein Synonym für (weiße) Stoffe, die wegen ihrer Kostbarkeit „Gold“ (im Sinne von etwas Wertvollem) genannt werden. Dementsprechend gibt es auch Schwarzes Gold.

## Bedeutung
Im altweltlichen Kulturkreis galt/gilt, wie bei vielen anderen Kulturkreisen, Gold als etwas Wertvolles und sogar Göttliches. Gold wurde mit der Zeit zum Synonym für wertvolle Gegenstände.

## Gesteine, Elemente und andere anorganische Stoffe
- Salz: Als lebenswichtiger Mineralstoff und weltweit benötigtes Nahrungsmittel ist es bis heute ein begehrtes Handelsgut. Orte, wo Steinsalz abgebaut oder Mineralsalz gesotten wurde, waren seit der Urzeit für Reichtum bekannt. Eines der ältesten Zentren Europas ist die früheisenzeitliche Hallstattkultur, die wohl vom Salzkammergut ausgehend in ganz Zentraleuropa zu finden ist.  Es galt schon in der Antike bei den Griechen und Römern als Geschenk der Götter. Die Römer bezahlten ihre Soldaten und Beamten neben Geld mit Salz, Begriffe wie Salär für Gehalt (englisch salary)  leiten sich hiervon ab.[1] Die Aussage, dass Steinsalzkristalle noch im Mittelalter oder der Neuzeit mit Gold aufgewogen wurden, ist nicht korrekt,[1] beispielsweise konnte ein durchschnittlicher Zimmermann aus London sich 1438 mehrere Kilogramm pro Tag leisten.[2] Trotzdem blieb Salz als bedeutende Einnahmequelle  bis in das 20. Jahrhundert verbreitet staatlich monopolisiert (Salzmonopol), und wurde zuletzt bei der Unabhängigkeit Indiens beim Salzmarsch durch Gandhi politisch bedeutend.
- Silber: In der Frühzeit hat man Silber für die weiße Abart von Gold gehalten. Dies lag daran, dass man z. B. im alten Ägypten das Elektrum nicht trennen konnte. Elektrum besteht zu ca. 60 % aus Gold und 40 % aus Silber. Daher wurde dort Silber mit Gold aufgewogen. Andere Völker, wie z. B. die Babylonier, konnten das Elektrum trennen. Silber wird heute gewöhnlich nicht mehr als „Weißes Gold“ bezeichnet – daneben gibt es den Begriff Weißgold für einige Goldlegierungen, darunter auch mit Silber.
- Marmor wurde für Skulpturen (Michelangelo) und teure Prestige- und Tempelbauten (z. B. Athener Akropolis) verwendet. Auch heute noch ist Carrara-Marmor besonders kostbar.[3]
- Porzellan: Diese stabile, reinweiße Keramik wurde in China spätestens zur Zeitenwende (Han-Zeit) entwickelt, und wurde in der frühen Neuzeit neben Seide und Tee zum bedeutendsten und teuersten Handelsgut nach Europa. Erst durch eine Zufalls-Wiederentdeckung durch Johann Friedrich Böttger wurde um 1700 das Weltmonopol Chinas gebrochen. Auch weil Böttger dem Sächsisch-Polnischen König August dem Starken ursprünglich die Herstellung von Gold versprochen hatte, ihm aber trotz seines Versagens eine reiche Einnahmequelle – durch die Kaolinvorkommen um Meißen als Grundstoff – sicherte, ist es als „Weißes“ Gold bekannt.[4]
- Kreide wird sogar mit Edelsteinen verglichen. Beispielsweise wird sie auf Rügen seit fast 200 Jahren abgebaut, durch den Verkauf hat die Insel hohe Einnahmen.
- Borax: Im 19. Jahrhundert wurde Borax wegen seines Aussehens Weißes Gold genannt. Es wurde für die Email- und die Löt- und Schweißtechnik der Industrialisierung bedeutend. Das führte besonders in den Vorkommensgebieten in den USA zu wirtschaftlichem Aufschwung, die Hauptvorkommen sind in Südamerika.
- Lithium ist ein entscheidender Rohstoff für die Elektro-Mobilität. Aufgrund der weltweit steigenden Nachfrage sowie starker Preissteigerungen wird es international auch als weißes Gold bezeichnet[5]. Der vornehmlich als Lithiumcarbonat oder Lithiumhydroxid auf dem Weltmarkt gehandelte Rohstoff liegt letztendlich meist als weißes Pulver vor.
- Salpeter gilt gewissermaßen als Vorläufer von Lithium als so genanntes „weißes Wüstengold“. Der Abbau des Nitrats in der chilenischen Atacama-Wüste u. a. zur Herstellung von Dünger und Sprengstoff hat im ausgehenden 19. und beginnenden 20. Jahrhundert europäische Unternehmer reich gemacht. Das Museum am Rothenbaum (MARKK) in Hamburg widmete der Salpeterära eine Ausstellung in der Zeit von Mai 2024 bis Januar 2025.[6]

## Organische Stoffe und Pflanzen
- Elfenbein: Schon früher, im Altertum, galt Elfenbein als kostbarer Stoff. Auch später wurden aus Elfenbein Throne der Könige und Schmuck gefertigt. Es galt als besonders geeignet für Mariendarstellungen. Heute ist Elfenbein immer noch ein kostbares und teures Material.[7]
- Papier: Früher war Papier selten und teuer und so erhielt der Stoff seinen Beinamen. Da heute Papier massenweise hergestellt wird, wird Papier nicht mehr als Weißes Gold bezeichnet.
- Toilettenpapier: Toilettenpapier wurde während der Klopapierkrise im Jahr 2020 auch als Weißes Gold bezeichnet.
- Angora: Die Angora-Wolle gilt als eine der edelsten Wollarten, so wie das Gold als das edelste Metall.
- Baumwolle: Baumwolle wurde in Babylonien Weißes Gold genannt. Heute wird der Stoff eher wegen des Profits, den die Produzenten machen, so bezeichnet.
- Zucker war früher ein kostbares Genussmittel nur für reiche und adlige Leute. Er wurde auch süßes Salz genannt. Die Bezeichnung „Weißes Gold“ für den Süßstoff trat besonders im 16. Jahrhundert häufig auf, als er mit dem Zuckerrohrhandel aus Amerika zum kostbaren Massenprodukt wurde.[8][9]
- Spargel wird seit dem 16. Jahrhundert angebaut und verzehrt. Damals war es noch das Gemüse der Adligen. Aus diesem Grund wird der Spargel heute noch als „edelstes“ oder „König der Gemüse“, aber auch als Weißes Gold bezeichnet. Der damals hohe Arbeitsaufwand, eine Pflanze zur Vergeilung zu bringen, war die hauptsächliche Ursache des hohen Preises des Spargels. Durch den Einsatz von Maschinen ist der Preis heute deutlich geringer.
- Kautschuk: Ein weißlicher Baumsaft, für die Herstellung von Gummi (Charles Goodyear, 1839) bedeutende Ressource der Hochindustrialisierung, zuerst mit dem Kautschukboom in Südamerika, dann auch in Südostasien (1876 nach Ceylon geschmuggelt).
- Kokain: Wird in südamerikanischen Ländern als Weißes Gold bezeichnet. Die Bauern sind arm und können mit dem Anbau von Coca ein Vielfaches von dem verdienen, was ihnen die Produktion von Nahrungsmitteln einbrächte.
- Methanhydrat ist in Eis eingelagertes Methan, welches in großen Mengen in der Tiefsee vorkommt. Aus ihm kann vermutlich Methan vor allem als Brennstoff gewonnen werden. Es gilt als Hoffnungsressource am Energiemarkt und wird deswegen in Analogie zu Erdöl als „schwarzem Gold“ so genannt.

## Künstlerische Reflexion
- Weißes Gold: 1978 erschienenes Konzeptalbum der Stern-Combo Meißen zum Porzellan
- In Brechen muss der schwarze Bann, einem der bekanntesten Lieder von Von Thronstahl, lautet die vierte Strophe: Zwischen zweier Welten Reißen / Neiget sich mein Herz zu Grund` / Weißes Gold das uns verheißen / Scheine uns in finst`rer Stund`.